# 圣保禄都主教座堂 (姆迪纳)

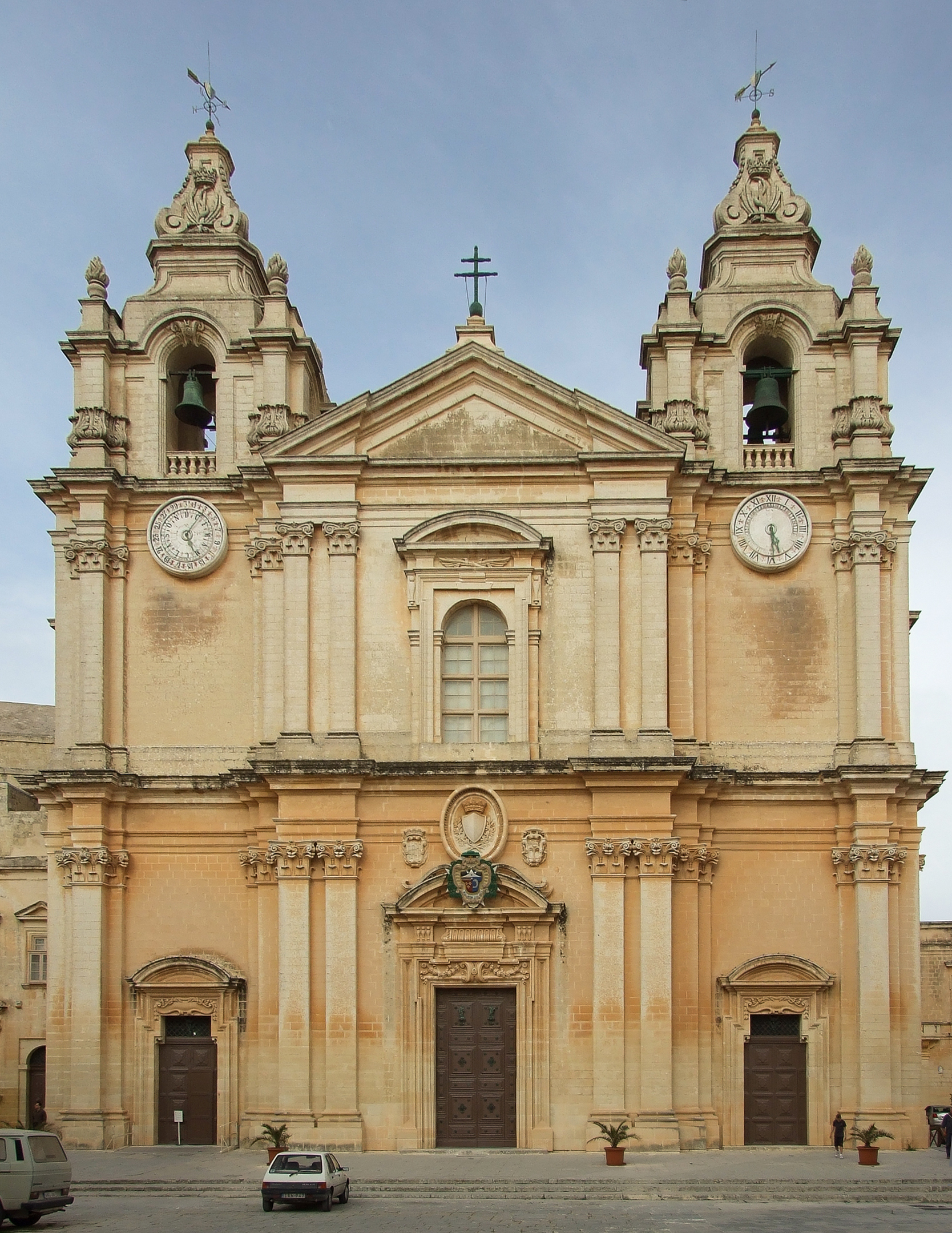
立面

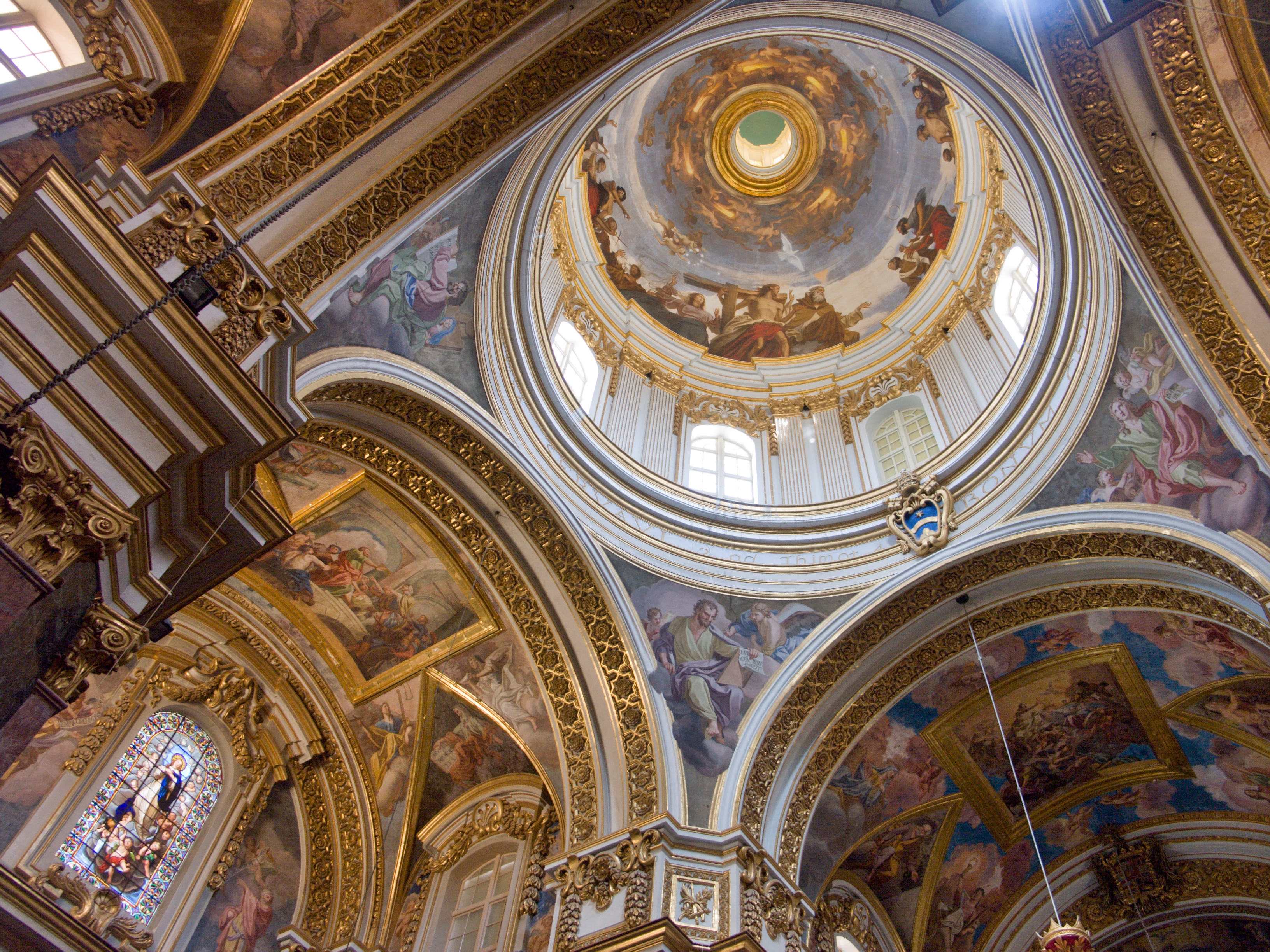

圣保禄主教座堂是马耳他姆迪纳的一座天主教主教座堂，据说兴建于圣保禄在马耳他海岸遭遇海难后与岛长颇理约相见的地点。

## 历史

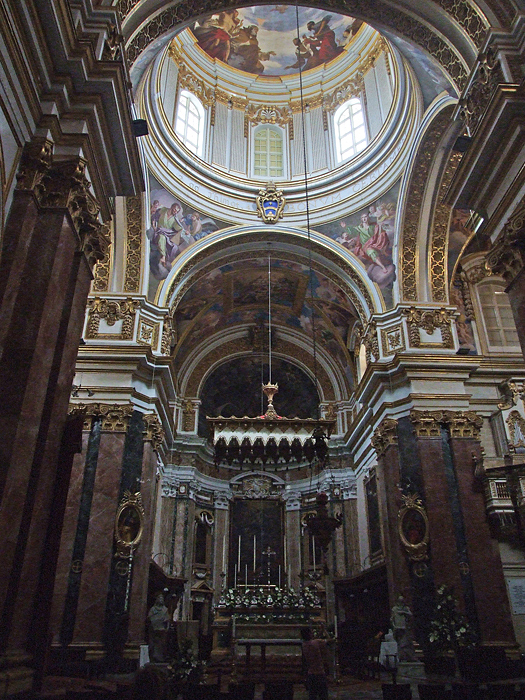
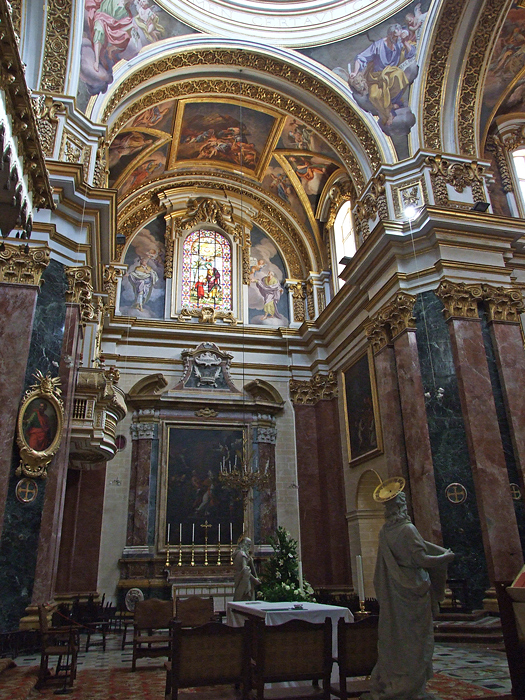
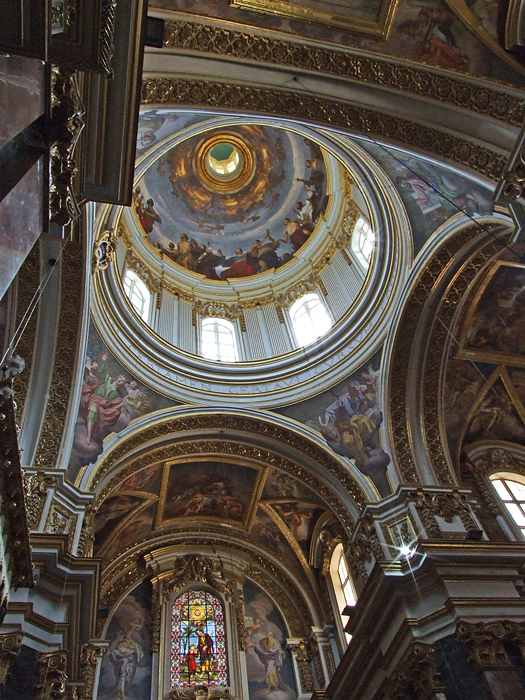
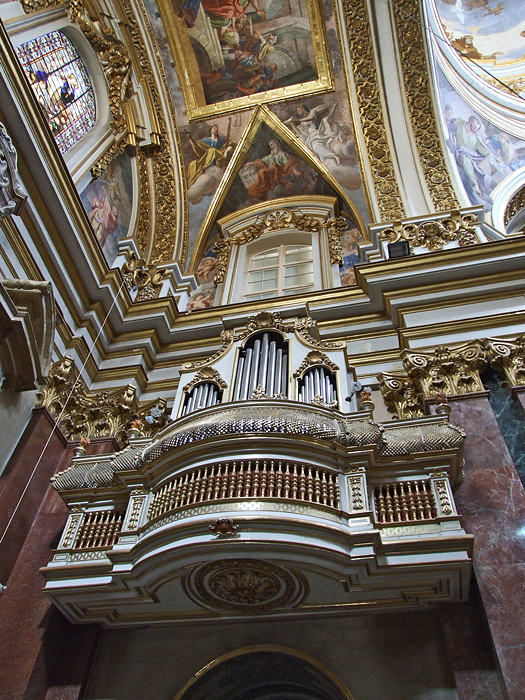
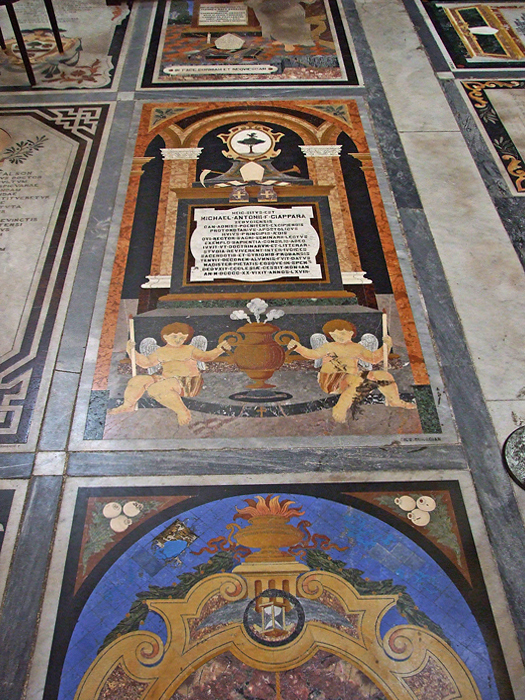
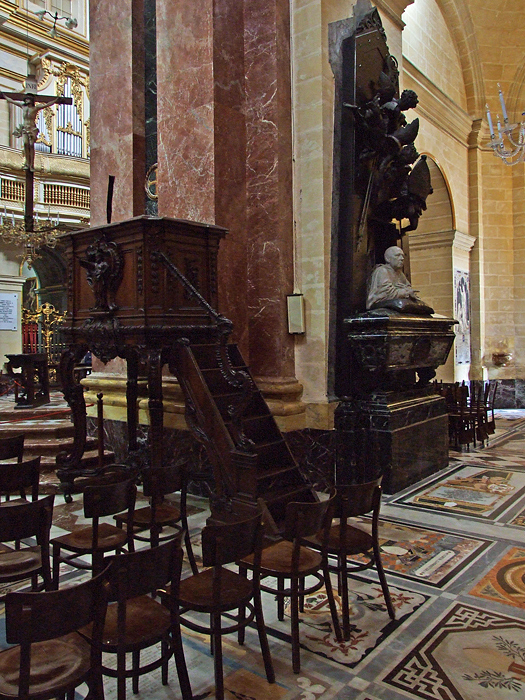

马耳他的第一座主教座堂供奉圣母玛利亚，在穆斯林统治期间成为废墟，诺曼征服后重建，改为供奉圣保禄。今天所看到的建筑是由建筑师Lorenzo Gafa设计，建于1697年到1702年，以取代被1693年西西里地震摧毁的诺曼式教堂。
圣保罗大都会大教堂（The Metropolitan Cathedral of Saint Paul，马耳他语：Il-Katidral Metropolitan ta'San Pawl），俗称圣保罗大教堂或姆迪纳大教堂，是马耳他姆迪纳献给使徒圣保罗Saint Paul的罗马天主教大教堂。 大教堂建于12世纪，根据传统，它坐落在罗马总督普布利乌斯Publius与遭受海难后的圣保罗会面的地方。 最初的大教堂在1693年的西西里岛地震中受到严重破坏，拆除后在1696年至1705按马耳他建筑师洛伦佐·加法Lorenzo Gafà的设计重建。该大教堂被视为洛伦佐·加法巴洛克风格的杰作。大教堂是马耳他罗马天主教大主教管区的所在地，自19世纪以来，此功能已与瓦莱塔的圣约翰联合大教堂（St. John's Co-Cathedral in Valletta）共享。

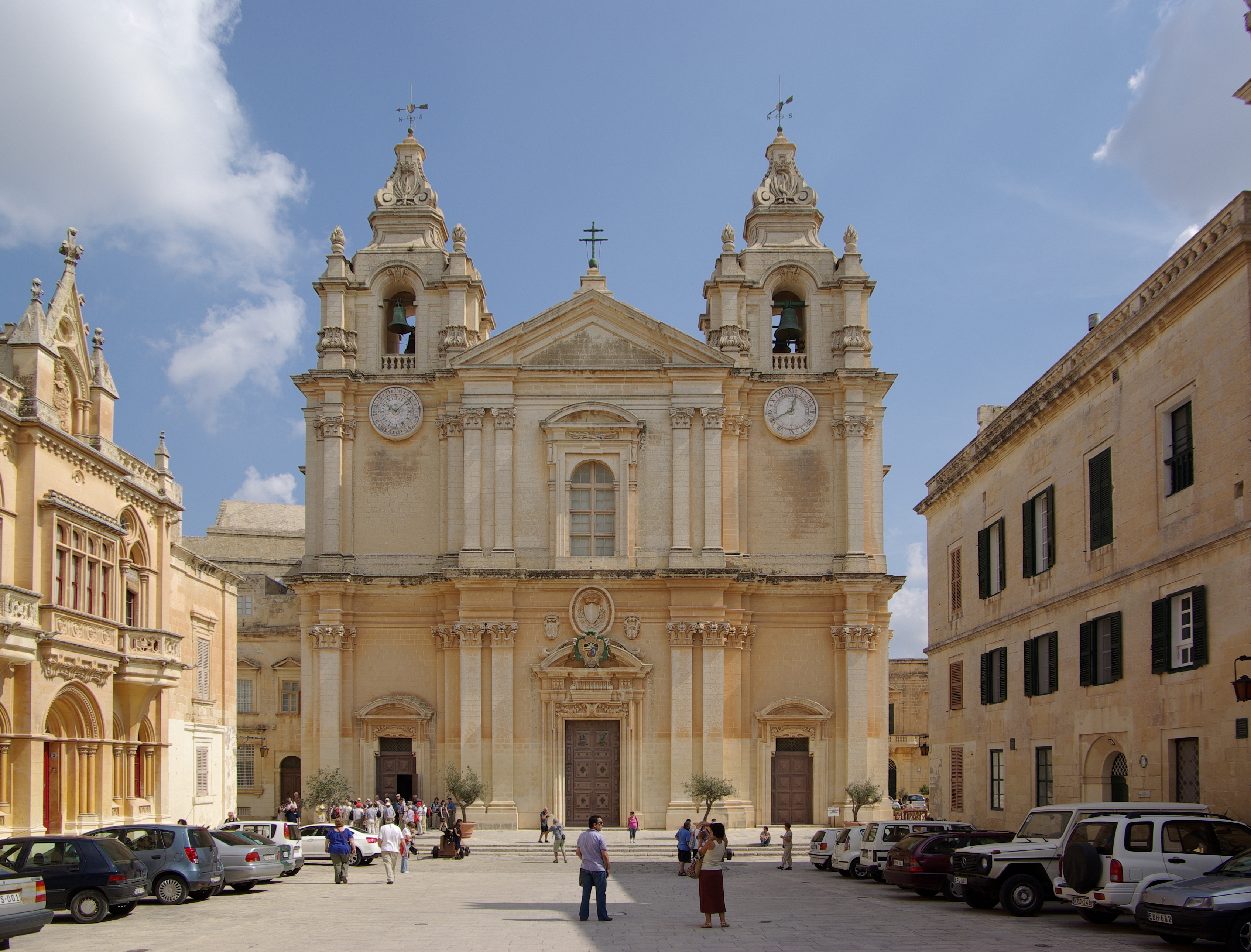
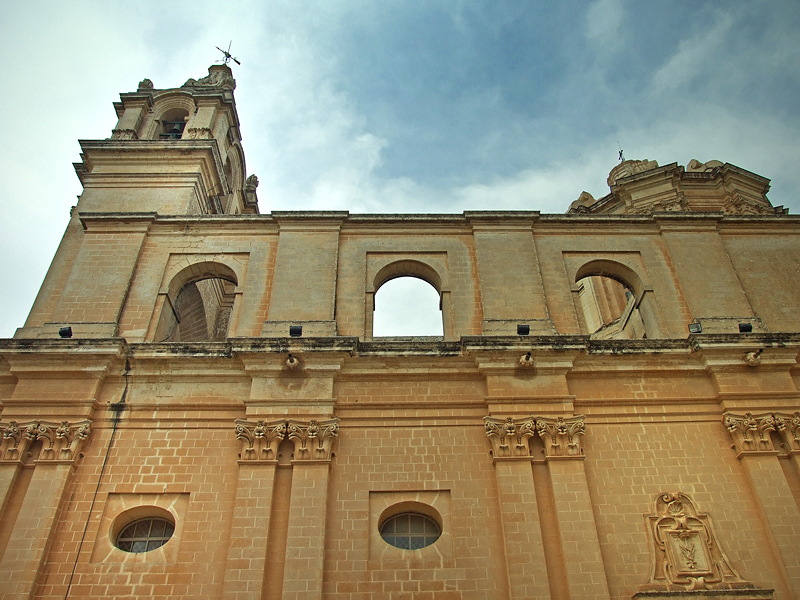
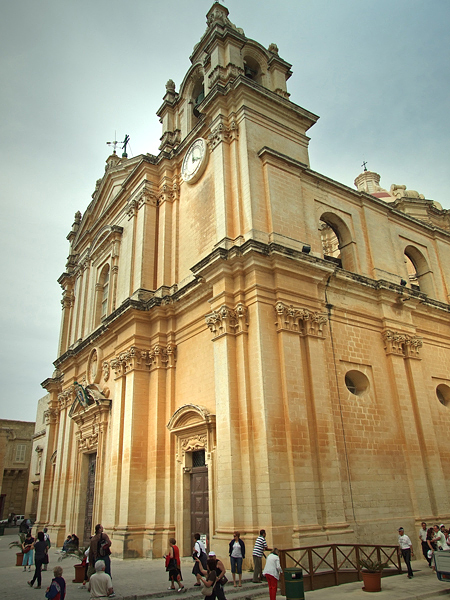
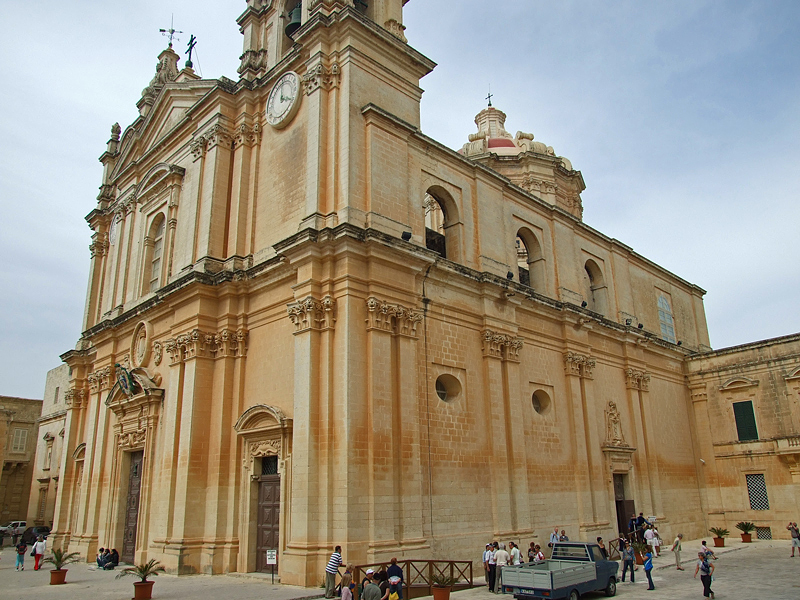
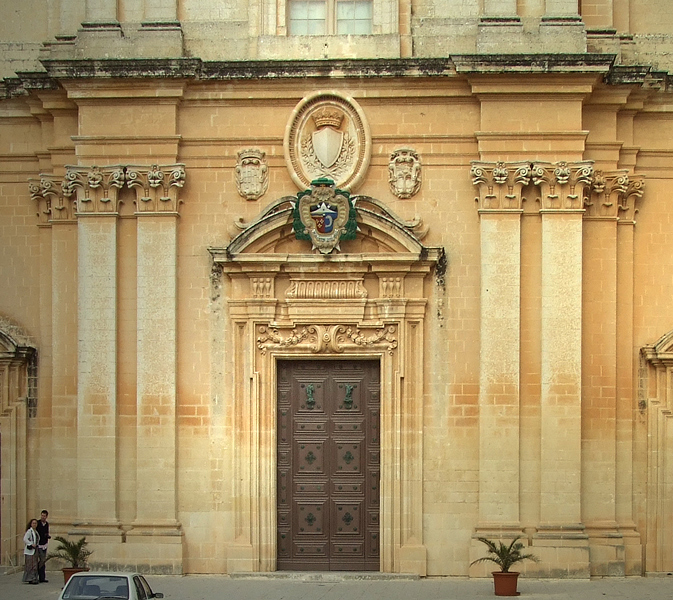
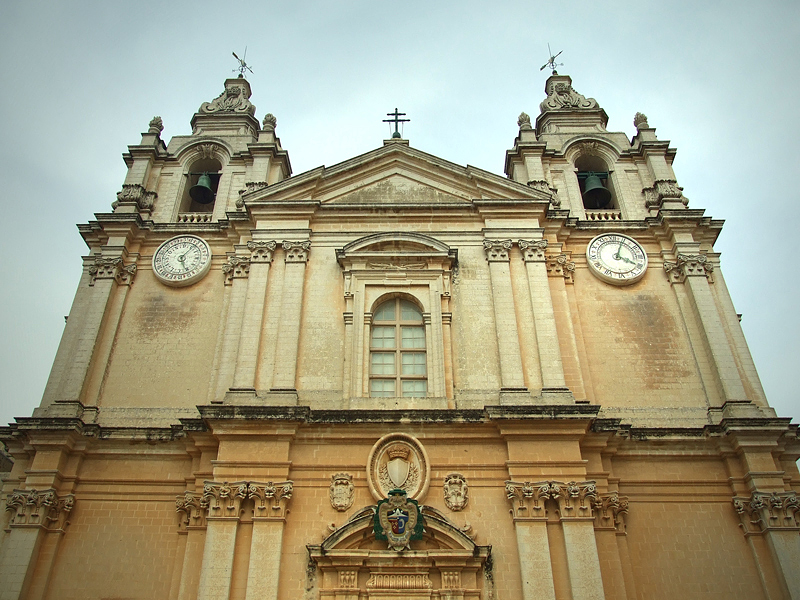